# ISO 3166-2:IS
ISO 3166-2:IS is een ISO-standaard met betrekking tot de zogenaamde geocodes. Het is een subset van de ISO 3166-2 tabel, die specifiek betrekking heeft op IJsland.
De gegevens werden tot op 23 november 2017 geüpdatet op het ISO Online Browsing Platform (OBP). Hier worden 8 regio’s - region (en) / région (fr) / landsvæði (is) - gedefinieerd.
Volgens de eerste set, ISO 3166-1, staat IS voor IJsland, het tweede gedeelte is een eencijferig nummer.

## Codes
| Code | Naam IJslands     |
| ---- | ----------------- |
| IS-7 | Austurland        |
| IS-1 | Höfuðborgarsvæðið |
| IS-6 | Norðurland eystra |
| IS-5 | Norðurland vestra |
| IS-8 | Suðurland         |
| IS-2 | Suðurnes          |
| IS-4 | Vestfirðir        |
| IS-3 | Vesturland        |